# Temporada 2022 de la NFL
La temporada 2022 de la NFL fue la 103.ª edición de la National Football League. La fase regular comenzó el 8 de septiembre de 2022 y finalizó el 8 de enero de 2023. Los playoffs empezaron el 14 de enero y terminaron el 12 de febrero con la celebración de la Super Bowl LVII en el State Farm Stadium de Glendale, Arizona.
La Serie Internacional de la NFL regresó a México tras tres años de ausencia con un partido entre los San Francisco 49ers y los Arizona Cardinals. Además, por primera vez se disputó un partido oficial en Alemania, en el que los Tampa Bay Buccaneers se enfrentaron a los Seattle Seahawks en el Allianz Arena de Múnich.

## Equipos participantes

### Cambios de entrenadores jefe
| Equipo               | Entrenador jefe saliente  | Entrenador jefe entrante |
| Fuera de temporada   | Fuera de temporada        | Fuera de temporada       |
| -------------------- | ------------------------- | ------------------------ |
| Chicago Bears        | Matt Nagy                 | Matt Eberflus            |
| Denver Broncos       | Vic Fangio                | Nathaniel Hackett        |
| Houston Texans       | David Culley              | Lovie Smith              |
| Jacksonville Jaguars | Darrell Bevell (interino) | Doug Pederson            |
| Las Vegas Raiders    | Rich Bisaccia (interino)  | Josh McDaniels           |
| Miami Dolphins       | Brian Flores              | Mike McDaniel            |
| Minnesota Vikings    | Mike Zimmer               | Kevin O'Connell          |
| New Orleans Saints   | Sean Payton               | Dennis Allen             |
| New York Giants      | Joe Judge                 | Brian Daboll             |
| Tampa Bay Buccaneers | Bruce Arians              | Todd Bowles              |
| Durante la temporada |                           |                          |
| Carolina Panthers    | Matt Rhule                | Steve Wilks (interino)   |
| Indianapolis Colts   | Frank Reich               | Jeff Saturday (interino) |
| Denver Broncos       | Nathaniel Hackett         | Jerry Rosburg (interino) |

## Temporada regular
La temporada regular se mantiene con calendario de 18 semanas con 17 juegos y una semana de descanso para cada equipo.
Según la fórmula de programación actual de la NFL para una temporada regular de 17 partidos, cada equipo juega dos veces contra los otros tres equipos en su propia división. Además, un equipo juega contra los cuatro equipos en una división de cada conferencia. Los dos juegos restantes en el calendario de un equipo son contra los dos equipos restantes en la misma conferencia que terminaron en la misma posición en sus respectivas divisiones la temporada anterior (por ejemplo, el equipo que terminó cuarto en su división jugará contra los otros tres equipos en la conferencia que también terminó cuarta).
Esta fórmula se modificaría si se amplía la temporada regular. El 16 de diciembre de 2020, los propietarios de la NFL aprobaron un plan para que el decimoséptimo juego de la temporada regular sea un quinto enfrentamiento interconferencia contra un equipo de una de las otras tres divisiones, según la posición en sus respectivas divisiones la temporada anterior (por ejemplo, el equipo que terminó cuarto en su división jugaría el club que terminó cuarto en una división de la otra conferencia).
Según la fórmula actual de 17 juegos, los emparejamientos de división para 2022 son:
| Intraconferencia AFC Este vs AFC Norte AFC Sur vs AFC Oeste NFC Este vs NFC Norte NFC Oeste vs NFC Norte | Interconferencia AFC Este vs NFC Norte AFC Norte vs NFC Sur AFC Sur vs NFC Este AFC Oeste vs NFC Oeste | Interconferencia por posición AFC Este en NFC Oeste AFC Norte en NFC Este AFC Sur en NFC Norte AFC Oeste en NFC Sur |

Los aspectos más destacados de la temporada 2022 incluirán tentativamente:
- Juego de inicio de la NFL: La temporada 2022 está programada para comenzar el 8 de septiembre de 2022 en el SoFi Stadium de Inglewood, California, teniendo de locales a los campeones del Super Bowl LVI, Los Angeles Rams. Será televisado a nivel nacional por NBC
- Serie Internacional de la NFL: Se disputarán tres encuentros en Londres, el Tottenham Hotspur Stadium acogerá el juego entre Vikings y Saints el 2 de octubre y 7 días más tarde el encuentro entre Giants y Packers, así como el Estadio de Wembley tendrá el juego entre Broncos y Jaguars el 30 de octubre. Por otro lado, el 13 de noviembre se jugará por primera vez un partido de NFL en Alemania, con el duelo entre Seahawks y Buccaneers en el Allianz Arena de Múnich. Para concluir el programa internacional, el 21 de noviembre se disputará el último partido fuera de Estados Unidos, el encuentro entre 49ers y Cardinals en el Estadio Azteca de la Ciudad de México.
- Acción de Gracias: como ha sido el caso desde 2006, se programarán tres juegos para el jueves 25 de noviembre, incluidos los tradicionales juegos de la tarde organizados por los Detroit Lions y los Dallas Cowboys, y un juego celebrado en horario estelar.
- Navidad: el día de Navidad de 2022 cae en sábado. Cuando esto ocurre, como sucedió más recientemente en 2010, la liga generalmente programa uno o dos juegos el día de Navidad junto con la lista regular de juegos dominicales.

El calendario se dio a conocer el 12 de mayo de 2022.

### Semanas
- Los horarios corresponden al huso horario de UTC−05:00, R, hora del este de los Estados Unidos.

| Semana 1         | Semana 1 | Semana 1             | Semana 1  | Semana 1              | Semana 1                |
| Fecha            | Hora     | Visitante            | Resultado | Local                 | Estadio                 |
| ---------------- | -------- | -------------------- | --------- | --------------------- | ----------------------- |
| 8 de septiembre  | 20:20    | Buffalo Bills        | 31 - 10   | Los Angeles Rams      | SoFi Stadium            |
| 11 de septiembre | 13:00    | New Orleans Saints   | 27 - 26   | Atlanta Falcons       | Mercedes-Benz Stadium   |
| 11 de septiembre | 13:00    | Cleveland Browns     | 26 - 24   | Carolina Panthers     | Bank of America Stadium |
| 11 de septiembre | 13:00    | San Francisco 49ers  | 10 - 19   | Chicago Bears         | Soldier Field           |
| 11 de septiembre | 13:00    | Pittsburgh Steelers  | 23 - 20   | Cincinnati Bengals    | Paycor Stadium          |
| 11 de septiembre | 13:00    | Philadelphia Eagles  | 38 - 35   | Detroit Lions         | Ford Field              |
| 11 de septiembre | 13:00    | Indianapolis Colts   | 20 - 20   | Houston Texans        | NRG Stadium             |
| 11 de septiembre | 13:00    | New England Patriots | 7 - 20    | Miami Dolphins        | Hard Rock Stadium       |
| 11 de septiembre | 13:00    | Baltimore Ravens     | 24 - 9    | New York Jets         | MetLife Stadium         |
| 11 de septiembre | 13:00    | Jacksonville Jaguars | 22 - 28   | Washington Commanders | FedEx Field             |
| 11 de septiembre | 16:25    | New York Giants      | 21 - 20   | Tennessee Titans      | Nissan Stadium          |
| 11 de septiembre | 16:25    | Kansas City Chiefs   | 44 - 21   | Arizona Cardinals     | State Farm Stadium      |
| 11 de septiembre | 16:25    | Las Vegas Raiders    | 19 - 24   | Los Angeles Chargers  | SoFi Stadium            |
| 11 de septiembre | 16:25    | Green Bay Packers    | 7 - 23    | Minnesota Vikings     | U.S. Bank Stadium       |
| 11 de septiembre | 20:20    | Tampa Bay Buccaneers | 19 - 3    | Dallas Cowboys        | AT&T Stadium            |
| 12 de septiembre | 20:15    | Denver Broncos       | 16 - 17   | Seattle Seahawks      | Lumen Field             |

| Semana 2         | Semana 2 | Semana 2              | Semana 2  | Semana 2             | Semana 2                        |
| Fecha            | Hora     | Visitante             | Resultado | Local                | Estadio                         |
| ---------------- | -------- | --------------------- | --------- | -------------------- | ------------------------------- |
| 15 de septiembre | 20:20    | Los Angeles Chargers  | 24 - 27   | Kansas City Chiefs   | GEHA Field at Arrowhead Stadium |
| 18 de septiembre | 13:00    | Miami Dolphins        | 42 - 38   | Baltimore Ravens     | M&T Bank Stadium                |
| 18 de septiembre | 13:00    | New York Jets         | 31 - 30   | Cleveland Browns     | FirstEnergy Stadium             |
| 18 de septiembre | 13:00    | Washington Commanders | 27 - 36   | Detroit Lions        | Ford Field                      |
| 18 de septiembre | 13:00    | Indianapolis Colts    | 0 - 24    | Jacksonville Jaguars | TIAA Bank Field                 |
| 18 de septiembre | 13:00    | Tampa Bay Buccaneers  | 20 - 10   | New Orleans Saints   | Caesars Superdome               |
| 18 de septiembre | 13:00    | Carolina Panthers     | 16 - 19   | New York Giants      | MetLife Stadium                 |
| 18 de septiembre | 13:00    | New England Patriots  | 17 - 14   | Pittsburgh Steelers  | Acrisure Stadium                |
| 18 de septiembre | 16:05    | Atlanta Falcons       | 27 - 31   | Los Angeles Rams     | SoFi Stadium                    |
| 18 de septiembre | 16:05    | Seattle Seahawks      | 7 - 27    | San Francisco 49ers  | Levi's Stadium                  |
| 18 de septiembre | 16:25    | Cincinnati Bengals    | 17 - 20   | Dallas Cowboys       | AT&T Stadium                    |
| 18 de septiembre | 16:25    | Houston Texans        | 9 - 16    | Denver Broncos       | Empower Field at Mile High      |
| 18 de septiembre | 16:25    | Arizona Cardinals     | 29 - 23   | Las Vegas Raiders    | Allegiant Stadium               |
| 18 de septiembre | 20:20    | Chicago Bears         | 10 - 27   | Green Bay Packers    | Lambeau Field                   |
| 19 de septiembre | 19:15    | Tennessee Titans      | 7 - 41    | Buffalo Bills        | Highmark Stadium                |
| 19 de septiembre | 20:30    | Minnesota Vikings     | 7 - 24    | Philadelphia Eagles  | Lincoln Financial Field         |

| Semana 3         | Semana 3 | Semana 3             | Semana 3  | Semana 3              | Semana 3                   |
| Fecha            | Hora     | Visitante            | Resultado | Local                 | Estadio                    |
| ---------------- | -------- | -------------------- | --------- | --------------------- | -------------------------- |
| 22 de septiembre | 20:20    | Pittsburgh Steelers  | 17 - 29   | Cleveland Browns      | FirstEnergy Stadium        |
| 25 de septiembre | 13:00    | New Orleans Saints   | 14 - 22   | Carolina Panthers     | Bank of America Stadium    |
| 25 de septiembre | 13:00    | Houston Texans       | 20 - 23   | Chicago Bears         | Soldier Field              |
| 25 de septiembre | 13:00    | Kansas City Chiefs   | 17 - 20   | Indianapolis Colts    | Lucas Oil Stadium          |
| 25 de septiembre | 13:00    | Buffalo Bills        | 19 - 21   | Miami Dolphins        | Hard Rock Stadium          |
| 25 de septiembre | 13:00    | Detroit Lions        | 24 - 28   | Minnesota Vikings     | U.S. Bank Stadium          |
| 25 de septiembre | 13:00    | Baltimore Ravens     | 37 - 26   | New England Patriots  | Gillette Stadium           |
| 25 de septiembre | 13:00    | Cincinnati Bengals   | 27 - 12   | New York Jets         | MetLife Stadium            |
| 25 de septiembre | 13:00    | Las Vegas Raiders    | 22 - 24   | Tennessee Titans      | Nissan Stadium             |
| 25 de septiembre | 13:00    | Philadelphia Eagles  | 24 - 8    | Washington Commanders | FedEx Field                |
| 25 de septiembre | 16:05    | Jacksonville Jaguars | 38 - 10   | Los Angeles Chargers  | SoFi Stadium               |
| 25 de septiembre | 16:25    | Los Angeles Rams     | 20 - 12   | Arizona Cardinals     | State Farm Stadium         |
| 25 de septiembre | 16:25    | Atlanta Falcons      | 27 - 23   | Seattle Seahawks      | Lumen Field                |
| 25 de septiembre | 16:25    | Green Bay Packers    | 14 - 12   | Tampa Bay Buccaneers  | Raymond James Stadium      |
| 25 de septiembre | 20:20    | San Francisco 49ers  | 10 - 11   | Denver Broncos        | Empower Field at Mile High |
| 26 de septiembre | 20:15    | Dallas Cowboys       | 23 - 16   | New York Giants       | MetLife Stadium            |

| Semana 4         | Semana 4 | Semana 4              | Semana 4  | Semana 4             | Semana 4                                         |
| Fecha            | Hora     | Visitante             | Resultado | Local                | Estadio                                          |
| ---------------- | -------- | --------------------- | --------- | -------------------- | ------------------------------------------------ |
| 29 de septiembre | 20:20    | Miami Dolphins        | 15 - 27   | Cincinnati Bengals   | Paycor Stadium                                   |
| 2 de octubre     | 9:30     | Minnesota Vikings     | 28 - 25   | New Orleans Saints   | Tottenham Hotspur Stadium (Londres, Reino Unido) |
| 2 de octubre     | 13:00    | Cleveland Browns      | 20 - 23   | Atlanta Falcons      | Mercedes-Benz Stadium                            |
| 2 de octubre     | 13:00    | Buffalo Bills         | 23 - 20   | Baltimore Ravens     | M&T Bank Stadium                                 |
| 2 de octubre     | 13:00    | Washington Commanders | 10 - 25   | Dallas Cowboys       | AT&T Stadium                                     |
| 2 de octubre     | 13:00    | Seattle Seahawks      | 48 - 45   | Detroit Lions        | Ford Field                                       |
| 2 de octubre     | 13:00    | Los Angeles Chargers  | 34 - 24   | Houston Texans       | NRG Stadium                                      |
| 2 de octubre     | 13:00    | Tennessee Titans      | 24 - 17   | Indianapolis Colts   | Lucas Oil Stadium                                |
| 2 de octubre     | 13:00    | Chicago Bears         | 12 - 20   | New York Giants      | MetLife Stadium                                  |
| 2 de octubre     | 13:00    | Jacksonville Jaguars  | 21 - 29   | Philadelphia Eagles  | Lincoln Financial Field                          |
| 2 de octubre     | 13:00    | New York Jets         | 24 - 20   | Pittsburgh Steelers  | Acrisure Stadium                                 |
| 2 de octubre     | 16:05    | Arizona Cardinals     | 26 - 16   | Carolina Panthers    | Bank of America Stadium                          |
| 2 de octubre     | 16:25    | New England Patriots  | 24 - 27   | Green Bay Packers    | Lambeau Field                                    |
| 2 de octubre     | 16:25    | Denver Broncos        | 23 - 32   | Las Vegas Raiders    | Allegiant Stadium                                |
| 2 de octubre     | 20:20    | Kansas City Chiefs    | 41 - 31   | Tampa Bay Buccaneers | Raymond James Stadium                            |
| 3 de octubre     | 20:15    | Los Angeles Rams      | 9 - 24    | San Francisco 49ers  | Levi's Stadium                                   |

| Semana 5      | Semana 5 | Semana 5             | Semana 5  | Semana 5              | Semana 5                                         |
| Fecha         | Hora     | Visitante            | Resultado | Local                 | Estadio                                          |
| ------------- | -------- | -------------------- | --------- | --------------------- | ------------------------------------------------ |
| 6 de octubre  | 20:15    | Indianapolis Colts   | 12 - 9    | Denver Broncos        | Empower Field at Mile High                       |
| 9 de octubre  | 9:30     | New York Giants      | 27 - 22   | Green Bay Packers     | Tottenham Hotspur Stadium (Londres, Reino Unido) |
| 9 de octubre  | 13:00    | Pittsburgh Steelers  | 3 - 38    | Buffalo Bills         | Highmark Stadium                                 |
| 9 de octubre  | 13:00    | Los Angeles Chargers | 30 - 28   | Cleveland Browns      | FirstEnergy Stadium                              |
| 9 de octubre  | 13:00    | Houston Texans       | 13 - 6    | Jacksonville Jaguars  | TIAA Bank Field                                  |
| 9 de octubre  | 13:00    | Chicago Bears        | 22 - 29   | Minnesota Vikings     | U.S. Bank Stadium                                |
| 9 de octubre  | 13:00    | Detroit Lions        | 0 - 29    | New England Patriots  | Gillette Stadium                                 |
| 9 de octubre  | 13:00    | Seattle Seahawks     | 32 - 39   | New Orleans Saints    | Caesars Superdome                                |
| 9 de octubre  | 13:00    | Miami Dolphins       | 17 - 40   | New York Jets         | MetLife Stadium                                  |
| 9 de octubre  | 13:00    | Atlanta Falcons      | 15 - 21   | Tampa Bay Buccaneers  | Raymond James Stadium                            |
| 9 de octubre  | 13:00    | Tennessee Titans     | 21 - 17   | Washington Commanders | FedEx Field                                      |
| 9 de octubre  | 16:05    | San Francisco 49ers  | 37 - 15   | Carolina Panthers     | Bank of America Stadium                          |
| 9 de octubre  | 16:25    | Philadelphia Eagles  | 20 - 17   | Arizona Cardinals     | State Farm Stadium                               |
| 9 de octubre  | 16:25    | Dallas Cowboys       | 22 - 10   | Los Angeles Rams      | SoFi Stadium                                     |
| 9 de octubre  | 20:20    | Cincinnati Bengals   | 17 - 19   | Baltimore Ravens      | M&T Bank Stadium                                 |
| 10 de octubre | 20:15    | Las Vegas Raiders    | 29 - 30   | Kansas City Chiefs    | GEHA Field at Arrowhead Stadium                  |

| Semana 6                                                                                | Semana 6 | Semana 6              | Semana 6  | Semana 6             | Semana 6                        |
| Fecha                                                                                   | Hora     | Visitante             | Resultado | Local                | Estadio                         |
| --------------------------------------------------------------------------------------- | -------- | --------------------- | --------- | -------------------- | ------------------------------- |
| 13 de octubre                                                                           | 20:15    | Washington Commanders | 12 - 7    | Chicago Bears        | Soldier Field                   |
| 16 de octubre                                                                           | 13:00    | San Francisco 49ers   | 14 - 28   | Atlanta Falcons      | Mercedes-Benz Stadium           |
| 16 de octubre                                                                           | 13:00    | New England Patriots  | 38 - 15   | Cleveland Browns     | FirstEnergy Stadium             |
| 16 de octubre                                                                           | 13:00    | New York Jets         | 27 - 10   | Green Bay Packers    | Lambeau Field                   |
| 16 de octubre                                                                           | 13:00    | Jacksonville Jaguars  | 27 - 34   | Indianapolis Colts   | Lucas Oil Stadium               |
| 16 de octubre                                                                           | 13:00    | Minnesota Vikings     | 24 - 16   | Miami Dolphins       | Hard Rock Stadium               |
| 16 de octubre                                                                           | 13:00    | Cincinnati Bengals    | 30 - 26   | New Orleans Saints   | Caesars Superdome               |
| 16 de octubre                                                                           | 13:00    | Baltimore Ravens      | 20 - 24   | New York Giants      | MetLife Stadium                 |
| 16 de octubre                                                                           | 13:00    | Tampa Bay Buccaneers  | 18 - 20   | Pittsburgh Steelers  | Acrisure Stadium                |
| 16 de octubre                                                                           | 16:05    | Carolina Panthers     | 10 - 24   | Los Angeles Rams     | SoFi Stadium                    |
| 16 de octubre                                                                           | 16:05    | Arizona Cardinals     | 9 - 19    | Seattle Seahawks     | Lumen Field                     |
| 16 de octubre                                                                           | 16:25    | Buffalo Bills         | 24 - 20   | Kansas City Chiefs   | GEHA Field at Arrowhead Stadium |
| 16 de octubre                                                                           | 20:20    | Dallas Cowboys        | 17 - 26   | Philadelphia Eagles  | Lincoln Financial Field         |
| 17 de octubre                                                                           | 20:15    | Denver Broncos        | 16 - 19   | Los Angeles Chargers | SoFi Stadium                    |
| Semana de descanso: Detroit Lions, Houston Texans, Las Vegas Raiders y Tennessee Titans |          |                       |           |                      |                                 |

| Semana 7                                                                                     | Semana 7 | Semana 7             | Semana 7  | Semana 7              | Semana 7                   |
| Fecha                                                                                        | Hora     | Visitante            | Resultado | Local                 | Estadio                    |
| -------------------------------------------------------------------------------------------- | -------- | -------------------- | --------- | --------------------- | -------------------------- |
| 20 de octubre                                                                                | 20:15    | New Orleans Saints   | 34 - 42   | Arizona Cardinals     | State Farm Stadium         |
| 23 de octubre                                                                                | 13:00    | Cleveland Browns     | 20 - 23   | Baltimore Ravens      | M&T Bank Stadium           |
| 23 de octubre                                                                                | 13:00    | Tampa Bay Buccaneers | 3 - 21    | Carolina Panthers     | Bank of America Stadium    |
| 23 de octubre                                                                                | 13:00    | Atlanta Falcons      | 17 - 35   | Cincinnati Bengals    | Paycor Stadium             |
| 23 de octubre                                                                                | 13:00    | Detroit Lions        | 6 - 24    | Dallas Cowboys        | AT&T Stadium               |
| 23 de octubre                                                                                | 13:00    | New York Giants      | 23 - 17   | Jacksonville Jaguars  | TIAA Bank Field            |
| 23 de octubre                                                                                | 13:00    | Indianapolis Colts   | 10 - 19   | Tennessee Titans      | Nissan Stadium             |
| 23 de octubre                                                                                | 13:00    | Green Bay Packers    | 21 - 23   | Washington Commanders | FedEx Field                |
| 23 de octubre                                                                                | 16:05    | New York Jets        | 16 - 9    | Denver Broncos        | Empower Field at Mile High |
| 23 de octubre                                                                                | 16:05    | Houston Texans       | 20 - 38   | Las Vegas Raiders     | Allegiant Stadium          |
| 23 de octubre                                                                                | 16:25    | Seattle Seahawks     | 37 - 23   | Los Angeles Chargers  | SoFi Stadium               |
| 23 de octubre                                                                                | 16:25    | Kansas City Chiefs   | 44 - 23   | San Francisco 49ers   | Levi's Stadium             |
| 23 de octubre                                                                                | 20:20    | Pittsburgh Steelers  | 10 - 16   | Miami Dolphins        | Hard Rock Stadium          |
| 24 de octubre                                                                                | 20:15    | Chicago Bears        | 33 - 14   | New England Patriots  | Gillette Stadium           |
| Semana de descanso: Buffalo Bills, Los Angeles Rams, Minnesota Vikings y Philadelphia Eagles |          |                      |           |                       |                            |

| Semana 8                                                      | Semana 8 | Semana 8              | Semana 8  | Semana 8             | Semana 8                               |
| Fecha                                                         | Hora     | Visitante             | Resultado | Local                | Estadio                                |
| ------------------------------------------------------------- | -------- | --------------------- | --------- | -------------------- | -------------------------------------- |
| 27 de octubre                                                 | 20:15    | Baltimore Ravens      | 27 - 22   | Tampa Bay Buccaneers | Raymond James Stadium                  |
| 30 de octubre                                                 | 9:30     | Denver Broncos        | 21 - 17   | Jacksonville Jaguars | Wembley Stadium (Londres, Reino Unido) |
| 30 de octubre                                                 | 13:00    | Carolina Panthers     | 34 - 37   | Atlanta Falcons      | Mercedes-Benz Stadium                  |
| 30 de octubre                                                 | 13:00    | Chicago Bears         | 29 - 49   | Dallas Cowboys       | AT&T Stadium                           |
| 30 de octubre                                                 | 13:00    | Miami Dolphins        | 31 - 27   | Detroit Lions        | Ford Field                             |
| 30 de octubre                                                 | 13:00    | Arizona Cardinals     | 26 - 34   | Minnesota Vikings    | U.S. Bank Stadium                      |
| 30 de octubre                                                 | 13:00    | Las Vegas Raiders     | 0 - 24    | New Orleans Saints   | Caesars Superdome                      |
| 30 de octubre                                                 | 13:00    | New England Patriots  | 22 - 17   | New York Jets        | MetLife Stadium                        |
| 30 de octubre                                                 | 13:00    | Pittsburgh Steelers   | 13 - 35   | Philadelphia Eagles  | Lincoln Financial Field                |
| 30 de octubre                                                 | 16:05    | Tennessee Titans      | 17 - 10   | Houston Texans       | NRG Stadium                            |
| 30 de octubre                                                 | 16:25    | Washington Commanders | 17 - 16   | Indianapolis Colts   | Lucas Oil Stadium                      |
| 30 de octubre                                                 | 16:25    | San Francisco 49ers   | 31 - 14   | Los Angeles Rams     | SoFi Stadium                           |
| 30 de octubre                                                 | 16:25    | New York Giants       | 13 - 27   | Seattle Seahawks     | Lumen Field                            |
| 30 de octubre                                                 | 20:20    | Green Bay Packers     | 17 - 27   | Buffalo Bills        | Highmark Stadium                       |
| 31 de octubre                                                 | 20:15    | Cincinnati Bengals    | 13 - 32   | Cleveland Browns     | FirstEnergy Stadium                    |
| Semana de descanso: Kansas City Chiefs y Los Angeles Chargers |          |                       |           |                      |                                        |

| Semana 9 | Semana 9 | Semana 9             | Semana 9  | Semana 9              | Semana 9                        |
| Fecha | Hora     | Visitante            | Resultado | Local                 | Estadio                         |
| --- | -------- | -------------------- | --------- | --------------------- | ------------------------------- |
| 3 de noviembre | 20:15    | Philadelphia Eagles  | 29 - 17   | Houston Texans        | NRG Stadium                     |
| 6 de noviembre | 13:00    | Los Angeles Chargers | 20 - 17   | Atlanta Falcons       | Mercedes-Benz Stadium           |
| 6 de noviembre | 13:00    | Miami Dolphins       | 35 - 32   | Chicago Bears         | Soldier Field                   |
| 6 de noviembre | 13:00    | Carolina Panthers    | 21 - 42   | Cincinnati Bengals    | Paycor Stadium                  |
| 6 de noviembre | 13:00    | Green Bay Packers    | 9 - 15    | Detroit Lions         | Ford Field                      |
| 6 de noviembre | 13:00    | Las Vegas Raiders    | 20 - 27   | Jacksonville Jaguars  | TIAA Bank Field                 |
| 6 de noviembre | 13:00    | Indianapolis Colts   | 3 - 26    | New England Patriots  | Gillette Stadium                |
| 6 de noviembre | 13:00    | Buffalo Bills        | 17 - 20   | New York Jets         | MetLife Stadium                 |
| 6 de noviembre | 13:00    | Minnesota Vikings    | 20 - 17   | Washington Commanders | FedEx Field                     |
| 6 de noviembre | 16:05    | Seattle Seahawks     | 31 - 21   | Arizona Cardinals     | State Farm Stadium              |
| 6 de noviembre | 16:25    | Los Angeles Rams     | 13 - 16   | Tampa Bay Buccaneers  | Raymond James Stadium           |
| 6 de noviembre | 20:20    | Tennessee Titans     | 17 - 20   | Kansas City Chiefs    | GEHA Field at Arrowhead Stadium |
| 7 de noviembre | 20:15    | Baltimore Ravens     | 27 - 13   | New Orleans Saints    | Caesars Superdome               |
| Semana de descanso: Cleveland Browns, Dallas Cowboys, Denver Broncos, New York Giants, Pittsburgh Steelers y San Francisco 49ers |          |                      |           |                       |                                 |

| Semana 10                                                                                      | Semana 10 | Semana 10             | Semana 10 | Semana 10            | Semana 10                        |
| Fecha                                                                                          | Hora      | Visitante             | Resultado | Local                | Estadio                          |
| ---------------------------------------------------------------------------------------------- | --------- | --------------------- | --------- | -------------------- | -------------------------------- |
| 10 de noviembre                                                                                | 20:15     | Atlanta Falcons       | 15 - 25   | Carolina Panthers    | Bank of America Stadium          |
| 13 de noviembre                                                                                | 9:30      | Seattle Seahawks      | 16 - 21   | Tampa Bay Buccaneers | Allianz Arena (Múnich, Alemania) |
| 13 de noviembre                                                                                | 13:00     | Minnesota Vikings     | 33 - 30   | Buffalo Bills        | Highmark Stadium                 |
| 13 de noviembre                                                                                | 13:00     | Detroit Lions         | 31 - 30   | Chicago Bears        | Soldier Field                    |
| 13 de noviembre                                                                                | 13:00     | Jacksonville Jaguars  | 17 - 27   | Kansas City Chiefs   | GEHA Field at Arrowhead Stadium  |
| 13 de noviembre                                                                                | 13:00     | Cleveland Browns      | 17 - 39   | Miami Dolphins       | Hard Rock Stadium                |
| 13 de noviembre                                                                                | 13:00     | Houston Texans        | 16 - 24   | New York Giants      | MetLife Stadium                  |
| 13 de noviembre                                                                                | 13:00     | New Orleans Saints    | 10 - 20   | Pittsburgh Steelers  | Acrisure Stadium                 |
| 13 de noviembre                                                                                | 13:00     | Denver Broncos        | 10 - 17   | Tennessee Titans     | Nissan Stadium                   |
| 13 de noviembre                                                                                | 16:05     | Indianapolis Colts    | 25 - 20   | Las Vegas Raiders    | Allegiant Stadium                |
| 13 de noviembre                                                                                | 16:25     | Dallas Cowboys        | 28 - 31   | Green Bay Packers    | Lambeau Field                    |
| 13 de noviembre                                                                                | 16:25     | Arizona Cardinals     | 27 - 17   | Los Angeles Rams     | SoFi Stadium                     |
| 13 de noviembre                                                                                | 20:20     | Los Angeles Chargers  | 16 - 22   | San Francisco 49ers  | Levi's Stadium                   |
| 14 de noviembre                                                                                | 20:15     | Washington Commanders | 32 - 21   | Philadelphia Eagles  | Lincoln Financial Field          |
| Semana de descanso: Baltimore Ravens, Cincinnati Bengals, New England Patriots y New York Jets |           |                       |           |                      |                                  |

| Semana 11                                                                                         | Semana 11 | Semana 11             | Semana 11 | Semana 11            | Semana 11                                 |
| Fecha                                                                                             | Hora      | Visitante             | Resultado | Local                | Estadio                                   |
| ------------------------------------------------------------------------------------------------- | --------- | --------------------- | --------- | -------------------- | ----------------------------------------- |
| 17 de noviembre                                                                                   | 20:15     | Tennessee Titans      | 27 - 17   | Green Bay Packers    | Lambeau Field                             |
| 20 de noviembre                                                                                   | 13:00     | Chicago Bears         | 24 - 27   | Atlanta Falcons      | Mercedes-Benz Stadium                     |
| 20 de noviembre                                                                                   | 13:00     | Carolina Panthers     | 3 - 13    | Baltimore Ravens     | M&T Bank Stadium                          |
| 20 de noviembre                                                                                   | 13:00     | Cleveland Browns      | 23 - 31   | Buffalo Bills        | Ford Field                                |
| 20 de noviembre                                                                                   | 13:00     | Washington Commanders | 23 - 10   | Houston Texans       | NRG Stadium                               |
| 20 de noviembre                                                                                   | 13:00     | Philadelphia Eagles   | 17 - 16   | Indianapolis Colts   | Lucas Oil Stadium                         |
| 20 de noviembre                                                                                   | 13:00     | New York Jets         | 3 - 10    | New England Patriots | Gillette Stadium                          |
| 20 de noviembre                                                                                   | 13:00     | Los Angeles Rams      | 20 - 27   | New Orleans Saints   | Caesars Superdome                         |
| 20 de noviembre                                                                                   | 13:00     | Detroit Lions         | 31 - 18   | New York Giants      | MetLife Stadium                           |
| 20 de noviembre                                                                                   | 16:05     | Las Vegas Raiders     | 22 - 16   | Denver Broncos       | Empower Field at Mile High                |
| 20 de noviembre                                                                                   | 16:25     | Dallas Cowboys        | 40 - 3    | Minnesota Vikings    | U.S. Bank Stadium                         |
| 20 de noviembre                                                                                   | 16:25     | Cincinnati Bengals    | 37 - 30   | Pittsburgh Steelers  | Acrisure Stadium                          |
| 20 de noviembre                                                                                   | 20:20     | Kansas City Chiefs    | 30 - 27   | Los Angeles Chargers | SoFi Stadium                              |
| 21 de noviembre                                                                                   | 20:15     | San Francisco 49ers   | 38 - 10   | Arizona Cardinals    | Estadio Azteca (Ciudad de México, México) |
| Semana de descanso: Jacksonville Jaguars, Miami Dolphins, Seattle Seahawks y Tampa Bay Buccaneers |           |                       |           |                      |                                           |

| Semana 12       | Semana 12 | Semana 12            | Semana 12 | Semana 12             | Semana 12                       |
| Fecha           | Hora      | Visitante            | Resultado | Local                 | Estadio                         |
| --------------- | --------- | -------------------- | --------- | --------------------- | ------------------------------- |
| 24 de noviembre | 12:30     | Buffalo Bills        | 28 - 25   | Detroit Lions         | Ford Field                      |
| 24 de noviembre | 16:30     | New York Giants      | 20 - 28   | Dallas Cowboys        | AT&T Stadium                    |
| 24 de noviembre | 20:20     | New England Patriots | 26 - 33   | Minnesota Vikings     | U.S. Bank Stadium               |
| 27 de noviembre | 13:00     | Denver Broncos       | 10 - 23   | Carolina Panthers     | Bank of America Stadium         |
| 27 de noviembre | 13:00     | Tampa Bay Buccaneers | 17 - 23   | Cleveland Browns      | FirstEnergy Stadium             |
| 27 de noviembre | 13:00     | Baltimore Ravens     | 27 - 28   | Jacksonville Jaguars  | TIAA Bank Field                 |
| 27 de noviembre | 13:00     | Houston Texans       | 15 -30    | Miami Dolphins        | Hard Rock Stadium               |
| 27 de noviembre | 13:00     | Chicago Bears        | 10 - 31   | New York Jets         | MetLife Stadium                 |
| 27 de noviembre | 13:00     | Cincinnati Bengals   | 20 - 16   | Tennessee Titans      | Nissan Stadium                  |
| 27 de noviembre | 13:00     | Atlanta Falcons      | 13 - 19   | Washington Commanders | FedEx Field                     |
| 27 de noviembre | 16:05     | Los Angeles Chargers | 25 - 24   | Arizona Cardinals     | State Farm Stadium              |
| 27 de noviembre | 16:05     | Las Vegas Raiders    | 40 - 34   | Seattle Seahawks      | Lumen Field                     |
| 27 de noviembre | 16:25     | Los Angeles Rams     | 10 - 26   | Kansas City Chiefs    | GEHA Field at Arrowhead Stadium |
| 27 de noviembre | 16:25     | New Orleans Saints   | 0 - 13    | San Francisco 49ers   | Levi's Stadium                  |
| 27 de noviembre | 20:20     | Green Bay Packers    | 33 - 40   | Philadelphia Eagles   | Lincoln Financial Field         |
| 28 de noviembre | 20:15     | Pittsburgh Steelers  | 24 - 17   | Indianapolis Colts    | Lucas Oil Stadium               |

| Semana 13                                                 | Semana 13 | Semana 13             | Semana 13 | Semana 13            | Semana 13               |
| Fecha                                                     | Hora      | Visitante             | Resultado | Local                | Estadio                 |
| --------------------------------------------------------- | --------- | --------------------- | --------- | -------------------- | ----------------------- |
| 1 de diciembre                                            | 20:15     | Buffalo Bills         | 24 - 10   | New England Patriots | Gillette Stadium        |
| 4 de diciembre                                            | 13:00     | Pittsburgh Steelers   | 19 - 16   | Atlanta Falcons      | Mercedes-Benz Stadium   |
| 4 de diciembre                                            | 13:00     | Denver Broncos        | 9 - 10    | Baltimore Ravens     | M&T Bank Stadium        |
| 4 de diciembre                                            | 13:00     | Green Bay Packers     | 28 - 19   | Chicago Bears        | Soldier Field           |
| 4 de diciembre                                            | 13:00     | Jacksonville Jaguars  | 14 - 40   | Detroit Lions        | Ford Field              |
| 4 de diciembre                                            | 13:00     | Cleveland Browns      | 27 - 14   | Houston Texans       | NRG Stadium             |
| 4 de diciembre                                            | 13:00     | New York Jets         | 22 - 27   | Minnesota Vikings    | U.S. Bank Stadium       |
| 4 de diciembre                                            | 13:00     | Washington Commanders | 20 - 20   | New York Giants      | MetLife Stadium         |
| 4 de diciembre                                            | 13:00     | Tennessee Titans      | 10 - 35   | Philadelphia Eagles  | Lincoln Financial Field |
| 4 de diciembre                                            | 16:05     | Seattle Seahawks      | 27 - 23   | Los Angeles Rams     | SoFi Stadium            |
| 4 de diciembre                                            | 16:05     | Miami Dolphins        | 17 - 33   | San Francisco 49ers  | Levi's Stadium          |
| 4 de diciembre                                            | 16:25     | Kansas City Chiefs    | 24 - 27   | Cincinnati Bengals   | Paycor Stadium          |
| 4 de diciembre                                            | 16:25     | Los Angeles Chargers  | 20 - 27   | Las Vegas Raiders    | Allegiant Stadium       |
| 4 de diciembre                                            | 20:20     | Indianapolis Colts    | 19 - 54   | Dallas Cowboys       | AT&T Stadium            |
| 5 de diciembre                                            | 20:15     | New Orleans Saints    | 16 - 17   | Tampa Bay Buccaneers | Raymond James Stadium   |
| Semana de descanso: Arizona Cardinals y Carolina Panthers |           |                       |           |                      |                         |

| Semana 14 | Semana 14 | Semana 14            | Semana 14 | Semana 14            | Semana 14                  |
| Fecha | Hora      | Visitante            | Resultado | Local                | Estadio                    |
| --- | --------- | -------------------- | --------- | -------------------- | -------------------------- |
| 8 de diciembre | 20:15     | Las Vegas Raiders    | 16 - 17   | Los Angeles Rams     | SoFi Stadium               |
| 11 de diciembre | 13:00     | New York Jets        | 12 - 20   | Buffalo Bills        | Highmark Stadium           |
| 11 de diciembre | 13:00     | Cleveland Browns     | 10 - 23   | Cincinnati Bengals   | Paycor Stadium             |
| 11 de diciembre | 13:00     | Houston Texans       | 23 - 27   | Dallas Cowboys       | AT&T Stadium               |
| 11 de diciembre | 13:00     | Minnesota Vikings    | 23 - 34   | Detroit Lions        | Ford Field                 |
| 11 de diciembre | 13:00     | Philadelphia Eagles  | 48 - 22   | New York Giants      | MetLife Stadium            |
| 11 de diciembre | 13:00     | Baltimore Ravens     | 16 - 14   | Pittsburgh Steelers  | Acrisure Stadium           |
| 11 de diciembre | 13:00     | Jacksonville Jaguars | 36 - 22   | Tennessee Titans     | Nissan Stadium             |
| 11 de diciembre | 16:05     | Kansas City Chiefs   | 34 - 28   | Denver Broncos       | Empower Field at Mile High |
| 11 de diciembre | 16:25     | Tampa Bay Buccaneers | 7 - 35    | San Francisco 49ers  | Levi's Stadium             |
| 11 de diciembre | 16:25     | Carolina Panthers    | 30 - 24   | Seattle Seahawks     | Lumen Field                |
| 11 de diciembre | 20:20     | Miami Dolphins       | 17 - 23   | Los Angeles Chargers | SoFi Stadium               |
| 12 de diciembre | 20:15     | New England Patriots | 27 - 13   | Arizona Cardinals    | State Farm Stadium         |
| Semana de descanso: Atlanta Falcons, Chicago Bears, Green Bay Packers, Indianapolis Colts, New Orleans Saints y Washington Commanders |           |                      |           |                      |                            |

| Semana 15       | Semana 15 | Semana 15            | Semana 15 | Semana 15             | Semana 15                  |
| Fecha           | Hora      | Visitante            | Resultado | Local                 | Estadio                    |
| --------------- | --------- | -------------------- | --------- | --------------------- | -------------------------- |
| 15 de diciembre | 20:15     | San Francisco 49ers  | 21 - 13   | Seattle Seahawks      | Lumen Field                |
| 17 de diciembre | 13:00     | Indianapolis Colts   | 36 - 39   | Minnesota Vikings     | U.S. Bank Stadium          |
| 17 de diciembre | 16:30     | Baltimore Ravens     | 3 - 13    | Cleveland Browns      | FirstEnergy Stadium        |
| 17 de diciembre | 20:15     | Miami Dolphins       | 29 - 32   | Buffalo Bills         | Highmark Stadium           |
| 18 de diciembre | 13:00     | Pittsburgh Steelers  | 24 - 16   | Carolina Panthers     | Bank of America Stadium    |
| 18 de diciembre | 13:00     | Philadelphia Eagles  | 25 - 20   | Chicago Bears         | Soldier Field              |
| 18 de diciembre | 13:00     | Kansas City Chiefs   | 30 - 24   | Houston Texans        | NRG Stadium                |
| 18 de diciembre | 13:00     | Dallas Cowboys       | 34 - 40   | Jacksonville Jaguars  | TIAA Bank Field            |
| 18 de diciembre | 13:00     | Atlanta Falcons      | 18 - 21   | New Orleans Saints    | Caesars Superdome          |
| 18 de diciembre | 13:00     | Detroit Lions        | 20 - 17   | New York Jets         | MetLife Stadium            |
| 18 de diciembre | 16:05     | Arizona Cardinals    | 15 - 24   | Denver Broncos        | Empower Field at Mile High |
| 18 de diciembre | 16:05     | New England Patriots | 24 - 30   | Las Vegas Raiders     | Allegiant Stadium          |
| 18 de diciembre | 16:25     | Tennessee Titans     | 14 - 17   | Los Angeles Chargers  | SoFi Stadium               |
| 18 de diciembre | 16:25     | Cincinnati Bengals   | 34 - 23   | Tampa Bay Buccaneers  | Raymond James Stadium      |
| 18 de diciembre | 20:20     | New York Giants      | 20 - 12   | Washington Commanders | FedEx Field                |
| 19 de diciembre | 20:15     | Los Angeles Rams     | 12 - 24   | Green Bay Packers     | Lambeau Field              |

| Semana 16       | Semana 16 | Semana 16             | Semana 16 | Semana 16            | Semana 16                       |
| Fecha           | Hora      | Visitante             | Resultado | Local                | Estadio                         |
| --------------- | --------- | --------------------- | --------- | -------------------- | ------------------------------- |
| 22 de diciembre | 20:15     | Jacksonville Jaguars  | 19 - 3    | New York Jets        | MetLife Stadium                 |
| 24 de diciembre | 13:00     | Atlanta Falcons       | 9 - 17    | Baltimore Ravens     | M&T Bank Stadium                |
| 24 de diciembre | 13:00     | Detroit Lions         | 23 - 37   | Carolina Panthers    | Bank of America Stadium         |
| 24 de diciembre | 13:00     | Buffalo Bills         | 35 - 13   | Chicago Bears        | Soldier Field                   |
| 24 de diciembre | 13:00     | New Orleans Saints    | 17 - 10   | Cleveland Browns     | FirstEnergy Stadium             |
| 24 de diciembre | 13:00     | Seattle Seahawks      | 10 - 24   | Kansas City Chiefs   | GEHA Field at Arrowhead Stadium |
| 24 de diciembre | 13:00     | New York Giants       | 24 - 27   | Minnesota Vikings    | U.S. Bank Stadium               |
| 24 de diciembre | 13:00     | Cincinnati Bengals    | 22 - 18   | New England Patriots | Gillette Stadium                |
| 24 de diciembre | 14:00     | Houston Texans        | 19 - 14   | Tennessee Titans     | Nissan Stadium                  |
| 24 de diciembre | 16:05     | Washington Commanders | 20 - 37   | San Francisco 49ers  | Levi's Stadium                  |
| 24 de diciembre | 16:25     | Philadelphia Eagles   | 34 - 40   | Dallas Cowboys       | AT&T Stadium                    |
| 24 de diciembre | 20:15     | Las Vegas Raiders     | 10 - 13   | Pittsburgh Steelers  | Acrisure Stadium                |
| 25 de diciembre | 13:00     | Green Bay Packers     | 26 - 20   | Miami Dolphins       | Hard Rock Stadium               |
| 25 de diciembre | 16:30     | Denver Broncos        | 14 - 51   | Los Angeles Rams     | SoFi Stadium                    |
| 25 de diciembre | 20:20     | Tampa Bay Buccaneers  | 19 - 16   | Arizona Cardinals    | State Farm Stadium              |
| 26 de diciembre | 20:15     | Los Angeles Chargers  | 20 - 3    | Indianapolis Colts   | Lucas Oil Stadium               |

| Semana 17       | Semana 17 | Semana 17            | Semana 17 | Semana 17             | Semana 17                       |
| Fecha           | Hora      | Visitante            | Resultado | Local                 | Estadio                         |
| --------------- | --------- | -------------------- | --------- | --------------------- | ------------------------------- |
| 29 de diciembre | 20:15     | Dallas Cowboys       | 27 - 13   | Tennessee Titans      | Nissan Stadium                  |
| 1 de enero      | 13:00     | Arizona Cardinals    | 19 - 20   | Atlanta Falcons       | Mercedes-Benz Stadium           |
| 1 de enero      | 13:00     | Chicago Bears        | 10 - 41   | Detroit Lions         | Ford Field                      |
| 1 de enero      | 13:00     | Jacksonville Jaguars | 31 - 3    | Houston Texans        | NRG Stadium                     |
| 1 de enero      | 13:00     | Denver Broncos       | 24 - 27   | Kansas City Chiefs    | GEHA Field at Arrowhead Stadium |
| 1 de enero      | 13:00     | Miami Dolphins       | 21 - 23   | New England Patriots  | Gillette Stadium                |
| 1 de enero      | 13:00     | Indianapolis Colts   | 10 - 38   | New York Giants       | MetLife Stadium                 |
| 1 de enero      | 13:00     | New Orleans Saints   | 20 - 10   | Philadelphia Eagles   | Lincoln Financial Field         |
| 1 de enero      | 13:00     | Carolina Panthers    | 24 - 30   | Tampa Bay Buccaneers  | Raymond James Stadium           |
| 1 de enero      | 13:00     | Cleveland Browns     | 24 - 10   | Washington Commanders | FedEx Field                     |
| 1 de enero      | 16:05     | San Francisco 49ers  | 37 - 34   | Las Vegas Raiders     | Allegiant Stadium               |
| 1 de enero      | 16:05     | New York Jets        | 6 - 23    | Seattle Seahawks      | Lumen Field                     |
| 1 de enero      | 16:25     | Minnesota Vikings    | 17 - 41   | Green Bay Packers     | Lambeau Field                   |
| 1 de enero      | 16:25     | Los Angeles Rams     | 10 - 31   | Los Angeles Chargers  | SoFi Stadium                    |
| 1 de enero      | 20:20     | Pittsburgh Steelers  | 16 - 13   | Baltimore Ravens      | M&T Bank Stadium                |
| 2 de enero      | 20:30     | Buffalo Bills        | Cancelado | Cincinnati Bengals    | Paycor Stadium                  |

| Semana 18  | Semana 18 | Semana 18            | Semana 18 | Semana 18             | Semana 18                  |
| Fecha      | Hora      | Visitante            | Resultado | Local                 | Estadio                    |
| ---------- | --------- | -------------------- | --------- | --------------------- | -------------------------- |
| 7 de enero | 16:30     | Kansas City Chiefs   | 31 - 13   | Las Vegas Raiders     | Allegiant Stadium          |
| 7 de enero | 20:15     | Tennessee Titans     | 16 - 20   | Jacksonville Jaguars  | TIAA Bank Field            |
| 8 de enero | 13:00     | Tampa Bay Buccaneers | 17 - 30   | Atlanta Falcons       | Mercedes-Benz Stadium      |
| 8 de enero | 13:00     | New England Patriots | 23 - 35   | Buffalo Bills         | Highmark Stadium           |
| 8 de enero | 13:00     | Minnesota Vikings    | 29 - 13   | Chicago Bears         | Soldier Field              |
| 8 de enero | 13:00     | Baltimore Ravens     | 16 - 27   | Cincinnati Bengals    | Paycor Stadium             |
| 8 de enero | 13:00     | Houston Texans       | 32 - 31   | Indianapolis Colts    | Lucas Oil Stadium          |
| 8 de enero | 13:00     | New York Jets        | 6 - 11    | Miami Dolphins        | Hard Rock Stadium          |
| 8 de enero | 13:00     | Carolina Panthers    | 10 - 7    | New Orleans Saints    | Caesars Superdome          |
| 8 de enero | 13:00     | Cleveland Browns     | 14 - 28   | Pittsburgh Steelers   | Acrisure Stadium           |
| 8 de enero | 16:25     | Los Angeles Chargers | 28 - 31   | Denver Broncos        | Empower Field at Mile High |
| 8 de enero | 16:25     | New York Giants      | 16 - 22   | Philadelphia Eagles   | Lincoln Financial Field    |
| 8 de enero | 16:25     | Arizona Cardinals    | 13 - 38   | San Francisco 49ers   | Levi's Stadium             |
| 8 de enero | 16:25     | Los Angeles Rams     | 16 - 19   | Seattle Seahawks      | Lumen Field                |
| 8 de enero | 16:25     | Dallas Cowboys       | 6 - 26    | Washington Commanders | FedEx Field                |
| 8 de enero | 20:20     | Detroit Lions        | 20 - 16   | Green Bay Packers     | Lambeau Field              |

## Clasificaciones

### Clasificación divisional
| AFC Este             | AFC Este | AFC Este | AFC Este | AFC Este | AFC Este | AFC Este | AFC Este | AFC Este |
| Equipo               | G        | P        | E        | CTE      | DIV      | CONF     | PF       | PC       |
| -------------------- | -------- | -------- | -------- | -------- | -------- | -------- | -------- | -------- |
| #2 Buffalo Bills     | 13       | 3        | 0        | .813     | 4–2      | 9–2      | 455      | 287      |
| #7 Miami Dolphins    | 9        | 8        | 0        | .529     | 3–3      | 7–5      | 397      | 399      |
| New England Patriots | 8        | 9        | 0        | .471     | 3–3      | 6–6      | 364      | 347      |
| New York Jets        | 7        | 10       | 0        | .412     | 2–4      | 5–7      | 296      | 316      |

| AFC Norte             | AFC Norte | AFC Norte | AFC Norte | AFC Norte | AFC Norte | AFC Norte | AFC Norte | AFC Norte |
| Equipo                | G         | P         | E         | CTE       | DIV       | CONF      | PF        | PC        |
| --------------------- | --------- | --------- | --------- | --------- | --------- | --------- | --------- | --------- |
| #3 Cincinnati Bengals | 12        | 4         | 0         | .750      | 3–3       | 8–3       | 418       | 322       |
| #6 Baltimore Ravens   | 10        | 7         | 0         | .588      | 3–3       | 6–6       | 350       | 315       |
| Pittsburgh Steelers   | 9         | 8         | 0         | .529      | 3–3       | 5–7       | 308       | 346       |
| Cleveland Browns      | 7         | 10        | 0         | .412      | 3–3       | 4–8       | 361       | 381       |

| AFC Sur                 | AFC Sur | AFC Sur | AFC Sur | AFC Sur | AFC Sur | AFC Sur | AFC Sur | AFC Sur |
| Equipo                  | G       | P       | E       | CTE     | DIV     | CONF    | PF      | PC      |
| ----------------------- | ------- | ------- | ------- | ------- | ------- | ------- | ------- | ------- |
| #4 Jacksonville Jaguars | 9       | 8       | 0       | .529    | 4–2     | 8–4     | 404     | 350     |
| Tennessee Titans        | 7       | 10      | 0       | .412    | 3–3     | 5–7     | 298     | 359     |
| Indianapolis Colts      | 4       | 12      | 1       | .265    | 1–4–1   | 4–7–1   | 289     | 427     |
| Houston Texans          | 3       | 13      | 1       | .206    | 3–2–1   | 3–8–1   | 289     | 420     |

| AFC Oeste               | AFC Oeste | AFC Oeste | AFC Oeste | AFC Oeste | AFC Oeste | AFC Oeste | AFC Oeste | AFC Oeste |
| Equipo                  | G         | P         | E         | CTE       | DIV       | CONF      | PF        | PC        |
| ----------------------- | --------- | --------- | --------- | --------- | --------- | --------- | --------- | --------- |
| #1 Kansas City Chiefs   | 14        | 3         | 0         | .824      | 6–0       | 9–3       | 496       | 369       |
| #5 Los Angeles Chargers | 10        | 7         | 0         | .588      | 2–4       | 7–5       | 391       | 384       |
| Las Vegas Raiders       | 6         | 11        | 0         | .353      | 3–3       | 5–7       | 395       | 418       |
| Denver Broncos          | 5         | 12        | 0         | .294      | 1–5       | 3–9       | 287       | 359       |

| NFC Este               | NFC Este | NFC Este | NFC Este | NFC Este | NFC Este | NFC Este | NFC Este | NFC Este |
| Equipo                 | G        | P        | E        | CTE      | DIV      | CONF     | PF       | PC       |
| ---------------------- | -------- | -------- | -------- | -------- | -------- | -------- | -------- | -------- |
| #1 Philadelphia Eagles | 14       | 3        | 0        | .824     | 4–2      | 9–3      | 477      | 344      |
| #5 Dallas Cowboys      | 12       | 5        | 0        | .706     | 4–2      | 8–4      | 467      | 342      |
| #6 New York Giants     | 9        | 7        | 1        | .559     | 1–4–1    | 4–7–1    | 365      | 371      |
| Washington Commanders  | 8        | 8        | 1        | .500     | 2–3–1    | 5–6–1    | 321      | 343      |

| NFC Norte            | NFC Norte | NFC Norte | NFC Norte | NFC Norte | NFC Norte | NFC Norte | NFC Norte | NFC Norte |
| Equipo               | G         | P         | E         | CTE       | DIV       | CONF      | PF        | PC        |
| -------------------- | --------- | --------- | --------- | --------- | --------- | --------- | --------- | --------- |
| #3 Minnesota Vikings | 13        | 4         | 0         | .765      | 4–2       | 8–4       | 424       | 427       |
| Detroit Lions        | 9         | 8         | 0         | .529      | 5–1       | 7–5       | 453       | 427       |
| Green Bay Packers    | 8         | 9         | 0         | .471      | 3–3       | 6–6       | 370       | 371       |
| Chicago Bears        | 3         | 14        | 0         | .176      | 0–6       | 1–11      | 326       | 463       |

| NFC Sur                 | NFC Sur | NFC Sur | NFC Sur | NFC Sur | NFC Sur | NFC Sur | NFC Sur | NFC Sur |
| Equipo                  | G       | P       | E       | CTE     | DIV     | CONF    | PF      | PC      |
| ----------------------- | ------- | ------- | ------- | ------- | ------- | ------- | ------- | ------- |
| #4 Tampa Bay Buccaneers | 8       | 9       | 0       | .471    | 4–2     | 8–4     | 313     | 358     |
| Carolina Panthers       | 7       | 10      | 0       | .412    | 4–2     | 6–6     | 347     | 374     |
| New Orleans Saints      | 7       | 10      | 0       | .412    | 2–4     | 5–7     | 339     | 345     |
| Atlanta Falcons         | 7       | 10      | 0       | .412    | 2–4     | 6–6     | 365     | 386     |

| NFC Oeste              | NFC Oeste | NFC Oeste | NFC Oeste | NFC Oeste | NFC Oeste | NFC Oeste | NFC Oeste | NFC Oeste |
| Equipo                 | G         | P         | E         | CTE       | DIV       | CONF      | PF        | PC        |
| ---------------------- | --------- | --------- | --------- | --------- | --------- | --------- | --------- | --------- |
| #2 San Francisco 49ers | 13        | 4         | 0         | .765      | 6–0       | 10–2      | 450       | 277       |
| #7 Seattle Seahawks    | 9         | 8         | 0         | .529      | 4–2       | 6–6       | 407       | 401       |
| Los Angeles Rams       | 5         | 12        | 0         | .294      | 1–5       | 3–9       | 307       | 384       |
| Arizona Cardinals      | 4         | 13        | 0         | .235      | 1–5       | 3–9       | 340       | 449       |

     Campeón de división. 
     Clasificado como Wildcard.
     Eliminado de playoffs.

### Clasificación por conferencias
| Conferencia Americana (AFC) | Conferencia Americana (AFC) | Conferencia Americana (AFC) | Conferencia Americana (AFC) | Conferencia Americana (AFC) | Conferencia Americana (AFC) | Conferencia Americana (AFC) | Conferencia Americana (AFC) | Conferencia Americana (AFC) | Conferencia Americana (AFC) | Conferencia Americana (AFC) |
| # | Equipo                      | División                    | G                           | P                           | E                           | CTE                         | DIV                         | CONF                        | FDC                         | FDV                         |
| --- | --------------------------- | --------------------------- | --------------------------- | --------------------------- | --------------------------- | --------------------------- | --------------------------- | --------------------------- | --------------------------- | --------------------------- |
| 1 | Kansas City Chiefs z        | Oeste                       | 14                          | 3                           | 0                           | .824                        | 6–0                         | 9–3                         | .453                        | .422                        |
| 2 | Buffalo Bills y             | Este                        | 13                          | 3                           | 0                           | .813                        | 4–2                         | 9–2                         | .489                        | .471                        |
| 3 | Cincinnati Bengals y        | Norte                       | 12                          | 4                           | 0                           | .750                        | 3–3                         | 8–3                         | .507                        | .490                        |
| 4 | Jacksonville Jaguars y      | Sur                         | 9                           | 8                           | 0                           | .529                        | 4–2                         | 8–4                         | .467                        | .438                        |
| ↑ Campeones divisionales ↑ |                             |                             |                             |                             |                             |                             |                             |                             |                             |                             |
| 5[a] | Los Angeles Chargers        | Oeste                       | 10                          | 7                           | 0                           | .588                        | 2–4                         | 7–5                         | .443                        | .341                        |
| 6[a] | Baltimore Ravens            | Norte                       | 10                          | 7                           | 0                           | .588                        | 3–3                         | 6–6                         | .509                        | .456                        |
| 7[b] | Miami Dolphins              | Este                        | 9                           | 8                           | 0                           | .529                        | 3–3                         | 7–5                         | .537                        | .457                        |
| ↑ Wild Cards ↑ |                             |                             |                             |                             |                             |                             |                             |                             |                             |                             |
| 8[b] | Pittsburgh Steelers         | Norte                       | 9                           | 8                           | 0                           | .529                        | 3–3                         | 5–7                         | .519                        | .451                        |
| 9 | New England Patriots        | Este                        | 8                           | 9                           | 0                           | .471                        | 3–3                         | 6–6                         | .502                        | .415                        |
| 10[c] | New York Jets               | Este                        | 7                           | 10                          | 0                           | .412                        | 2–4                         | 5–7                         | .538                        | .458                        |
| 11[c][d] | Tennessee Titans            | Sur                         | 7                           | 10                          | 0                           | .412                        | 3–3                         | 5–7                         | .509                        | .336                        |
| 12[c][d] | Cleveland Browns            | Norte                       | 7                           | 10                          | 0                           | .412                        | 3–3                         | 4–8                         | .524                        | .492                        |
| 13 | Las Vegas Raiders           | Oeste                       | 6                           | 11                          | 0                           | .353                        | 3–3                         | 5–7                         | .474                        | .397                        |
| 14 | Denver Broncos              | Oeste                       | 5                           | 12                          | 0                           | .294                        | 1–5                         | 3–9                         | .481                        | .465                        |
| 15 | Indianapolis Colts          | Sur                         | 4                           | 12                          | 1                           | .265                        | 1–4–1                       | 4–7–1                       | .512                        | .500                        |
| 16 | Houston Texans              | Sur                         | 3                           | 13                          | 1                           | .206                        | 3–2–1                       | 3–8–1                       | .481                        | .402                        |
| Desempates |                             |                             |                             |                             |                             |                             |                             |                             |                             |                             |
| [a] LA Chargers desempata sobre Baltimore por tener mejor récord de conferencia. [b] Miami desempata sobre Pittsburgh por haber ganado el enfrentamiento directo entre ellos. [c] NY Jets y Tennessee desempatan sobre Cleveland por tener ambos mejor récord de conferencia. NY Jets desempata sobre Tennessee por tener mejor récord de juegos en común. [d] Tennessee desempata sobre Cleveland por tener mejor récord de conferencia. |                             |                             |                             |                             |                             |                             |                             |                             |                             |                             |

| Conferencia Nacional (NFC) | Conferencia Nacional (NFC) | Conferencia Nacional (NFC) | Conferencia Nacional (NFC) | Conferencia Nacional (NFC) | Conferencia Nacional (NFC) | Conferencia Nacional (NFC) | Conferencia Nacional (NFC) | Conferencia Nacional (NFC) | Conferencia Nacional (NFC) | Conferencia Nacional (NFC) |
| # | Equipo                     | División                   | G                          | P                          | E                          | CTE                        | DIV                        | CONF                       | FDC                        | FDV                        |
| --- | -------------------------- | -------------------------- | -------------------------- | -------------------------- | -------------------------- | -------------------------- | -------------------------- | -------------------------- | -------------------------- | -------------------------- |
| 1 | Philadelphia Eagles z      | Este                       | 14                         | 3                          | 0                          | .824                       | 4–2                        | 9–3                        | .474                       | .460                       |
| 2[a] | San Francisco 49ers y      | Oeste                      | 13                         | 4                          | 0                          | .765                       | 6–0                        | 10–2                       | .417                       | .414                       |
| 3[a] | Minnesota Vikings y        | Norte                      | 13                         | 4                          | 0                          | .765                       | 4–2                        | 8–4                        | .474                       | .425                       |
| 4 | Tampa Bay Buccaneers y     | Sur                        | 8                          | 9                          | 0                          | .471                       | 4–2                        | 8–4                        | .503                       | .426                       |
| ↑ Campeones divisionales ↑ |                            |                            |                            |                            |                            |                            |                            |                            |                            |                            |
| 5 | Dallas Cowboys             | Este                       | 12                         | 5                          | 0                          | .706                       | 4–2                        | 8–4                        | .507                       | .485                       |
| 6 | New York Giants            | Este                       | 9                          | 7                          | 1                          | .559                       | 1–4–1                      | 4–7–1                      | .526                       | .395                       |
| 7[b] | Seattle Seahawks           | Oeste                      | 9                          | 8                          | 0                          | .529                       | 4–2                        | 6–6                        | .462                       | .382                       |
| ↑ Wild Cards ↑ |                            |                            |                            |                            |                            |                            |                            |                            |                            |                            |
| 8[b] | Detroit Lions              | Norte                      | 9                          | 8                          | 0                          | .529                       | 5–1                        | 7–5                        | .535                       | .451                       |
| 9 | Washington Commanders      | Este                       | 8                          | 8                          | 1                          | .500                       | 2–3–1                      | 5–6–1                      | .536                       | .449                       |
| 10 | Green Bay Packers          | Norte                      | 8                          | 9                          | 0                          | .471                       | 3–3                        | 6–6                        | .524                       | .449                       |
| 11[c] | Carolina Panthers          | Sur                        | 7                          | 10                         | 0                          | .412                       | 4–2                        | 6–6                        | .474                       | .437                       |
| 12[c][d] | New Orleans Saints         | Sur                        | 7                          | 10                         | 0                          | .412                       | 2–4                        | 5–7                        | .507                       | .462                       |
| 13[c][d] | Atlanta Falcons            | Sur                        | 7                          | 10                         | 0                          | .412                       | 2–4                        | 6–6                        | .467                       | .429                       |
| 14 | Los Angeles Rams           | Oeste                      | 5                          | 12                         | 0                          | .294                       | 1–5                        | 3–9                        | .517                       | .341                       |
| 15 | Arizona Cardinals          | Oeste                      | 4                          | 13                         | 0                          | .235                       | 1–5                        | 3–9                        | .529                       | .368                       |
| 16 | Chicago Bears              | Norte                      | 3                          | 14                         | 0                          | .176                       | 0–6                        | 1–11                       | .571                       | .480                       |
| Desempates |                            |                            |                            |                            |                            |                            |                            |                            |                            |                            |
| [a] San Francisco desempata sobre Minnesota por tener mejor récord de conferencia. [b] Seattle desempata sobre Detroit por haber ganado el enfrentamiento directo entre ellos. [c] Carolina desempata sobre New Orleans y Atlanta por tener mejor récord en enfrentamientos divisionales contra ambos. [d] New Orleans desempata sobre Atlanta por haber barrido la serie divisional entre ambos. |                            |                            |                            |                            |                            |                            |                            |                            |                            |                            |

 #  N.º de clasificado por conferencia.

 z  Campeón de división, bye y ventaja de campo.

 y  Campeón de división.
    Aseguró Wild Card.

     No clasificado para los playoffs.

## Postemporada
Playoffs de la NFL 2022–23
Los playoffs de 2022 están programados para comenzar el fin de semana del 14 al 16 de enero con la Ronda de Comodines. Habrá tres equipos Wild Card por conferencia, y solo el primer cabeza de serie de cada conferencia podrá descansar en la primera ronda, denominado como bye. Dos juegos se disputarán en sábado, tres en domingo, y el juego restante, en lunes por la noche (Monday Night Football).
En la Ronda Divisional programada para el 22-23 de enero, el primer cabeza de serie de cada conferencia jugará con el ganador clasificado como el peor cabeza de serie y los dos ganadores restantes se enfrentarán entre sí. Los ganadores de esos juegos avanzarán a los Campeonatos de la Conferencia programados para el 30 de enero. El Super Bowl LVII está programado para el 12 de febrero en el State Farm Stadium de Glendale, Arizona con los ganadores de cada Campeonato de Conferencia enfrentándose entre sí.
Tras haber finalizado la temporada regular, los equipos que clasificaron a postemporada terminaron en las siguientes posiciones o cabeza de series por cada conferencia.
| #   | AFC                  | AFC               | NFC                  | NFC               |
| --- | -------------------- | ----------------- | -------------------- | ----------------- |
| 1.º | Kansas City Chiefs   | Campeón del Oeste | Philadelphia Eagles  | Campeón del Este  |
| 2.º | Buffalo Bills        | Campeón del Este  | San Francisco 49ers  | Campeón del Oeste |
| 3.º | Cincinnati Bengals   | Campeón del Norte | Minnesota Vikings    | Campeón del Norte |
| 4.º | Jacksonville Jaguars | Campeón del Sur   | Tampa Bay Buccaneers | Campeón del Sur   |
| 5.º | Los Angeles Chargers | Wild Card         | Dallas Cowboys       | Wild Card         |
| 6.º | Baltimore Ravens     | Wild Card         | New York Giants      | Wild Card         |
| 7.º | Miami Dolphins       | Wild Card         | Seattle Seahawks     | Wild Card         |

### Cuadro
|  | Ronda Wild Card                     | Ronda Wild Card                     | Ronda Wild Card                     |                                       |                                | Ronda divisional                      | Ronda divisional                      | Ronda divisional                      |                                       |                     | Finales de conferencia                | Finales de conferencia                | Finales de conferencia                |                                    |  | Super Bowl LVII | Super Bowl LVII | Super Bowl LVII |
|  |                                     |                                     |                                     |                                       |                                |                                       |                                       |                                       |                                       |                     |                                       |                                       |                                       |                                    |  |                 |                 |                 |
|  | 15 de enero – U.S. Bank Stadium     | 15 de enero – U.S. Bank Stadium     | 15 de enero – U.S. Bank Stadium     |                                       |                                | 21 de enero – Lincoln Financial Field | 21 de enero – Lincoln Financial Field | 21 de enero – Lincoln Financial Field |                                       |                     | 29 de enero – Lincoln Financial Field | 29 de enero – Lincoln Financial Field | 29 de enero – Lincoln Financial Field |                                    |  |                 |                 |                 |
|  | 15 de enero – U.S. Bank Stadium     | 15 de enero – U.S. Bank Stadium     | 15 de enero – U.S. Bank Stadium     |                                       |                                | 21 de enero – Lincoln Financial Field | 21 de enero – Lincoln Financial Field | 21 de enero – Lincoln Financial Field |                                       |                     | 29 de enero – Lincoln Financial Field | 29 de enero – Lincoln Financial Field | 29 de enero – Lincoln Financial Field |                                    |  |                 |                 |                 |
|  | 15 de enero – U.S. Bank Stadium     | 15 de enero – U.S. Bank Stadium     | 15 de enero – U.S. Bank Stadium     |                                       |                                | 21 de enero – Lincoln Financial Field | 21 de enero – Lincoln Financial Field | 21 de enero – Lincoln Financial Field |                                       |                     | 29 de enero – Lincoln Financial Field | 29 de enero – Lincoln Financial Field | 29 de enero – Lincoln Financial Field |                                    |  |                 |                 |                 |
|  | 3                                   | Minnesota Vikings                   | 24                                  |                                       |                                | 21 de enero – Lincoln Financial Field | 21 de enero – Lincoln Financial Field | 21 de enero – Lincoln Financial Field |                                       |                     | 29 de enero – Lincoln Financial Field | 29 de enero – Lincoln Financial Field | 29 de enero – Lincoln Financial Field |                                    |  |                 |                 |                 |
|  | 3                                   | Minnesota Vikings                   | 24                                  |                                       |                                | 21 de enero – Lincoln Financial Field | 21 de enero – Lincoln Financial Field | 21 de enero – Lincoln Financial Field |                                       |                     | 29 de enero – Lincoln Financial Field | 29 de enero – Lincoln Financial Field | 29 de enero – Lincoln Financial Field |                                    |  |                 |                 |                 |
|  | 6                                   | New York Giants                     | 31                                  |                                       |                                | 21 de enero – Lincoln Financial Field | 21 de enero – Lincoln Financial Field | 21 de enero – Lincoln Financial Field |                                       |                     | 29 de enero – Lincoln Financial Field | 29 de enero – Lincoln Financial Field | 29 de enero – Lincoln Financial Field |                                    |  |                 |                 |                 |
|  | 6                                   | New York Giants                     | 31                                  | 1                                     | Philadelphia Eagles            | 38                                    |                                       |                                       |                                       |                     | 29 de enero – Lincoln Financial Field | 29 de enero – Lincoln Financial Field | 29 de enero – Lincoln Financial Field |                                    |  |                 |                 |                 |
|  | 14 de enero – Levi's Stadium        |                                     |                                     | 1                                     | Philadelphia Eagles            | 38                                    |                                       |                                       |                                       |                     | 29 de enero – Lincoln Financial Field | 29 de enero – Lincoln Financial Field | 29 de enero – Lincoln Financial Field |                                    |  |                 |                 |                 |
|  | 6                                   | New York Giants                     | 7                                   |                                       |                                |                                       |                                       |                                       |                                       |                     | 29 de enero – Lincoln Financial Field | 29 de enero – Lincoln Financial Field | 29 de enero – Lincoln Financial Field |                                    |  |                 |                 |                 |
|  | 6                                   | New York Giants                     | 7                                   |                                       |                                |                                       |                                       |                                       |                                       |                     | 29 de enero – Lincoln Financial Field | 29 de enero – Lincoln Financial Field | 29 de enero – Lincoln Financial Field |                                    |  |                 |                 |                 |
|  | 2                                   | San Francisco 49ers                 | 41                                  | 22 de enero – Levi's Stadium          | 22 de enero – Levi's Stadium   | 22 de enero – Levi's Stadium          | 1                                     | Philadelphia Eagles                   | 31                                    |                     |                                       |                                       |                                       |                                    |  |                 |                 |                 |
|  | 2                                   | San Francisco 49ers                 | 41                                  | 22 de enero – Levi's Stadium          | 22 de enero – Levi's Stadium   | 22 de enero – Levi's Stadium          | 1                                     | Philadelphia Eagles                   | 31                                    |                     |                                       |                                       |                                       |                                    |  |                 |                 |                 |
|  | 7                                   | Seattle Seahawks                    | 23                                  | 22 de enero – Levi's Stadium          | 22 de enero – Levi's Stadium   | 22 de enero – Levi's Stadium          |                                       |                                       | 2                                     | San Francisco 49ers | 7                                     |                                       |                                       |                                    |  |                 |                 |                 |
|  | 7                                   | Seattle Seahawks                    | 23                                  | 22 de enero – Levi's Stadium          | 22 de enero – Levi's Stadium   | 22 de enero – Levi's Stadium          |                                       |                                       | 2                                     | San Francisco 49ers | 7                                     |                                       |                                       |                                    |  |                 |                 |                 |
|  | 16 de enero – Raymond James Stadium | 16 de enero – Raymond James Stadium | 16 de enero – Raymond James Stadium | 2                                     | San Francisco 49ers            | 19                                    | 29 de enero – GEHA Field at Arrowhead | 29 de enero – GEHA Field at Arrowhead | 29 de enero – GEHA Field at Arrowhead |                     |                                       |                                       |                                       |                                    |  |                 |                 |                 |
|  | 16 de enero – Raymond James Stadium | 16 de enero – Raymond James Stadium | 16 de enero – Raymond James Stadium | 2                                     | San Francisco 49ers            | 19                                    | 29 de enero – GEHA Field at Arrowhead | 29 de enero – GEHA Field at Arrowhead | 29 de enero – GEHA Field at Arrowhead |                     |                                       |                                       |                                       |                                    |  |                 |                 |                 |
|  | 16 de enero – Raymond James Stadium | 16 de enero – Raymond James Stadium | 16 de enero – Raymond James Stadium | 5                                     | Dallas Cowboys                 | 12                                    | 29 de enero – GEHA Field at Arrowhead | 29 de enero – GEHA Field at Arrowhead | 29 de enero – GEHA Field at Arrowhead |                     |                                       |                                       |                                       |                                    |  |                 |                 |                 |
|  | 4                                   | Tampa Bay Buccaneers                | 14                                  | 5                                     | Dallas Cowboys                 | 12                                    | 29 de enero – GEHA Field at Arrowhead | 29 de enero – GEHA Field at Arrowhead | 29 de enero – GEHA Field at Arrowhead |                     |                                       | 12 de febrero – State Farm Stadium    | 12 de febrero – State Farm Stadium    | 12 de febrero – State Farm Stadium |  |                 |                 |                 |
|  | 4                                   | Tampa Bay Buccaneers                | 14                                  | 21 de enero – GEHA Field at Arrowhead |                                |                                       | 29 de enero – GEHA Field at Arrowhead | 29 de enero – GEHA Field at Arrowhead | 29 de enero – GEHA Field at Arrowhead |                     |                                       | 12 de febrero – State Farm Stadium    | 12 de febrero – State Farm Stadium    | 12 de febrero – State Farm Stadium |  |                 |                 |                 |
|  | 5                                   | Dallas Cowboys                      | 31                                  |                                       |                                |                                       | 29 de enero – GEHA Field at Arrowhead | 29 de enero – GEHA Field at Arrowhead | 29 de enero – GEHA Field at Arrowhead |                     |                                       | 12 de febrero – State Farm Stadium    | 12 de febrero – State Farm Stadium    | 12 de febrero – State Farm Stadium |  |                 |                 |                 |
|  | 5                                   | Dallas Cowboys                      | 31                                  |                                       |                                |                                       | 29 de enero – GEHA Field at Arrowhead | 29 de enero – GEHA Field at Arrowhead | 29 de enero – GEHA Field at Arrowhead |                     |                                       | 12 de febrero – State Farm Stadium    | 12 de febrero – State Farm Stadium    | 12 de febrero – State Farm Stadium |  |                 |                 |                 |
|  | 14 de enero – TIAA Bank Field       | 14 de enero – TIAA Bank Field       | 14 de enero – TIAA Bank Field       | N1                                    | Philadelphia Eagles            | 35                                    | 29 de enero – GEHA Field at Arrowhead | 29 de enero – GEHA Field at Arrowhead | 29 de enero – GEHA Field at Arrowhead |                     |                                       |                                       |                                       |                                    |  |                 |                 |                 |
|  | 14 de enero – TIAA Bank Field       | 14 de enero – TIAA Bank Field       | 14 de enero – TIAA Bank Field       | N1                                    | Philadelphia Eagles            | 35                                    | 29 de enero – GEHA Field at Arrowhead | 29 de enero – GEHA Field at Arrowhead | 29 de enero – GEHA Field at Arrowhead |                     |                                       |                                       |                                       |                                    |  |                 |                 |                 |
|  | 14 de enero – TIAA Bank Field       | 14 de enero – TIAA Bank Field       | 14 de enero – TIAA Bank Field       | A1                                    | Kansas City Chiefs             | 38                                    | 29 de enero – GEHA Field at Arrowhead | 29 de enero – GEHA Field at Arrowhead | 29 de enero – GEHA Field at Arrowhead |                     |                                       |                                       |                                       |                                    |  |                 |                 |                 |
|  | 14 de enero – TIAA Bank Field       | 14 de enero – TIAA Bank Field       | 14 de enero – TIAA Bank Field       | A1                                    | Kansas City Chiefs             | 38                                    | 29 de enero – GEHA Field at Arrowhead | 29 de enero – GEHA Field at Arrowhead | 29 de enero – GEHA Field at Arrowhead |                     |                                       |                                       |                                       |                                    |  |                 |                 |                 |
|  | 4                                   | Jacksonville Jaguars                | 31                                  |                                       |                                |                                       | 29 de enero – GEHA Field at Arrowhead | 29 de enero – GEHA Field at Arrowhead | 29 de enero – GEHA Field at Arrowhead |                     |                                       |                                       |                                       |                                    |  |                 |                 |                 |
|  | 4                                   | Jacksonville Jaguars                | 31                                  |                                       |                                |                                       | 29 de enero – GEHA Field at Arrowhead | 29 de enero – GEHA Field at Arrowhead | 29 de enero – GEHA Field at Arrowhead |                     |                                       |                                       |                                       |                                    |  |                 |                 |                 |
|  | 5                                   | Los Angeles Chargers                | 30                                  |                                       |                                |                                       | 29 de enero – GEHA Field at Arrowhead | 29 de enero – GEHA Field at Arrowhead | 29 de enero – GEHA Field at Arrowhead |                     |                                       |                                       |                                       |                                    |  |                 |                 |                 |
|  | 5                                   | Los Angeles Chargers                | 30                                  | 1                                     | Kansas City Chiefs             | 27                                    | 29 de enero – GEHA Field at Arrowhead | 29 de enero – GEHA Field at Arrowhead | 29 de enero – GEHA Field at Arrowhead |                     |                                       |                                       |                                       |                                    |  |                 |                 |                 |
|  | 15 de enero – Highmark Stadium      |                                     |                                     | 1                                     | Kansas City Chiefs             | 27                                    | 29 de enero – GEHA Field at Arrowhead | 29 de enero – GEHA Field at Arrowhead | 29 de enero – GEHA Field at Arrowhead |                     |                                       |                                       |                                       |                                    |  |                 |                 |                 |
|  | 4                                   | Jacksonville Jaguars                | 20                                  |                                       |                                |                                       | 29 de enero – GEHA Field at Arrowhead | 29 de enero – GEHA Field at Arrowhead | 29 de enero – GEHA Field at Arrowhead |                     |                                       |                                       |                                       |                                    |  |                 |                 |                 |
|  | 4                                   | Jacksonville Jaguars                | 20                                  |                                       |                                |                                       | 29 de enero – GEHA Field at Arrowhead | 29 de enero – GEHA Field at Arrowhead | 29 de enero – GEHA Field at Arrowhead |                     |                                       |                                       |                                       |                                    |  |                 |                 |                 |
|  | 2                                   | Buffalo Bills                       | 34                                  | 22 de enero – Highmark Stadium        | 22 de enero – Highmark Stadium | 22 de enero – Highmark Stadium        | 1                                     | Kansas City Chiefs                    | 23                                    |                     |                                       |                                       |                                       |                                    |  |                 |                 |                 |
|  | 2                                   | Buffalo Bills                       | 34                                  | 22 de enero – Highmark Stadium        | 22 de enero – Highmark Stadium | 22 de enero – Highmark Stadium        | 1                                     | Kansas City Chiefs                    | 23                                    |                     |                                       |                                       |                                       |                                    |  |                 |                 |                 |
|  | 7                                   | Miami Dolphins                      | 31                                  | 22 de enero – Highmark Stadium        | 22 de enero – Highmark Stadium | 22 de enero – Highmark Stadium        |                                       |                                       | 3                                     | Cincinnati Bengals  | 20                                    |                                       |                                       |                                    |  |                 |                 |                 |
|  | 7                                   | Miami Dolphins                      | 31                                  | 22 de enero – Highmark Stadium        | 22 de enero – Highmark Stadium | 22 de enero – Highmark Stadium        |                                       |                                       | 3                                     | Cincinnati Bengals  | 20                                    |                                       |                                       |                                    |  |                 |                 |                 |
|  | 15 de enero – Paycor Stadium        | 15 de enero – Paycor Stadium        | 15 de enero – Paycor Stadium        | 2                                     | Buffalo Bills                  | 10                                    |                                       |                                       |                                       |                     |                                       |                                       |                                       |                                    |  |                 |                 |                 |
|  | 15 de enero – Paycor Stadium        | 15 de enero – Paycor Stadium        | 15 de enero – Paycor Stadium        | 2                                     | Buffalo Bills                  | 10                                    |                                       |                                       |                                       |                     |                                       |                                       |                                       |                                    |  |                 |                 |                 |
|  | 15 de enero – Paycor Stadium        | 15 de enero – Paycor Stadium        | 15 de enero – Paycor Stadium        | 3                                     | Cincinnati Bengals             | 27                                    |                                       |                                       |                                       |                     |                                       |                                       |                                       |                                    |  |                 |                 |                 |
|  | 3                                   | Cincinnati Bengals                  | 24                                  | 3                                     | Cincinnati Bengals             | 27                                    |                                       |                                       |                                       |                     |                                       |                                       |                                       |                                    |  |                 |                 |                 |
|  | 3                                   | Cincinnati Bengals                  | 24                                  |                                       |                                |                                       |                                       |                                       |                                       |                     |                                       |                                       |                                       |                                    |  |                 |                 |                 |
|  | 6                                   | Baltimore Ravens                    | 17                                  |                                       |                                |                                       |                                       |                                       |                                       |                     |                                       |                                       |                                       |                                    |  |                 |                 |                 |
|  | 6                                   | Baltimore Ravens                    | 17                                  |                                       |                                |                                       |                                       |                                       |                                       |                     |                                       |                                       |                                       |                                    |  |                 |                 |                 |

### Partidos
| Fecha                  | Inicio          | Visitante            | Resultado       | Local                | Estadio                                              |
| Ronda Wild Card        | Ronda Wild Card | Ronda Wild Card      | Ronda Wild Card | Ronda Wild Card      | Ronda Wild Card                                      |
| ---------------------- | --------------- | -------------------- | --------------- | -------------------- | ---------------------------------------------------- |
| 14 de enero de 2023    | 16:30           | Seattle Seahawks     | 23 - 41         | San Francisco 49ers  | Levi's Stadium, Santa Clara, California              |
| 14 de enero de 2023    | 20:15           | Los Angeles Chargers | 30 - 31         | Jacksonville Jaguars | TIAA Bank Field, Jacksonville, Florida               |
| 15 de enero de 2023    | 13:00           | Miami Dolphins       | 31 - 34         | Buffalo Bills        | Highmark Stadium, Orchard Park, Nueva York           |
| 15 de enero de 2023    | 16:30           | New York Giants      | 31 - 24         | Minnesota Vikings    | U.S. Bank Stadium, Mineápolis, Minnesota             |
| 15 de enero de 2023    | 20:15           | Baltimore Ravens     | 17 - 24         | Cincinnati Bengals   | Paycor Stadium, Cincinnati, Ohio                     |
| 16 de enero de 2023    | 20:15           | Dallas Cowboys       | 31 - 14         | Tampa Bay Buccaneers | Raymond James Stadium, Tampa, Florida                |
| Ronda divisional       |                 |                      |                 |                      |                                                      |
| 21 de enero de 2023    | 16:30           | Jacksonville Jaguars | 20 - 27         | Kansas City Chiefs   | GEHA Field at Arrowhead Stadium, Kansas City, Misuri |
| 21 de enero de 2023    | 20:15           | New York Giants      | 7 - 38          | Philadelphia Eagles  | Lincoln Financial Field, Filadelfia, Pensilvania     |
| 22 de enero de 2023    | 15:00           | Cincinnati Bengals   | 27 - 10         | Buffalo Bills        | Highmark Stadium, Orchard Park, Nueva York           |
| 22 de enero de 2023    | 18:30           | Dallas Cowboys       | 12 - 19         | San Francisco 49ers  | Levi's Stadium, Santa Clara, California              |
| Finales de conferencia |                 |                      |                 |                      |                                                      |
| 29 de enero de 2023    | 15:00           | San Francisco 49ers  | 7 - 31          | Philadelphia Eagles  | Lincoln Financial Field, Filadelfia, Pensilvania     |
| 29 de enero de 2023    | 18:30           | Cincinnati Bengals   | 20 - 23         | Kansas City Chiefs   | GEHA Field at Arrowhead Stadium, Kansas City, Misuri |
| Super Bowl LVII        |                 |                      |                 |                      |                                                      |
| 12 de febrero de 2023  | 18:30           | Kansas City Chiefs   | 38 - 35         | Philadelphia Eagles  | State Farm Stadium, Glendale, Arizona                |

CAMPEÓN

Kansas City Chiefs

3ª Super Bowl

## Premios

### Individuales
| Premio                       | Ganador          | Posición              | Equipo              |
| ---------------------------- | ---------------- | --------------------- | ------------------- |
| Jugador Más Valioso          | Patrick Mahomes  | Quarterback           | Kansas City Chiefs  |
| Jugador Ofensivo del Año     | Justin Jefferson | Wide receiver         | Minnesota Vikings   |
| Jugador Defensivo del Año    | Nick Bosa        | Defensive end         | San Francisco 49ers |
| Entrenador del Año           | Brian Daboll     | Head Coach            | New York Giants     |
| Entrenador Asistente del Año | DeMeco Ryans     | Coordinador Defensivo | San Francisco 49ers |
| Rookie del Año               | Aidan Hutchinson | Defensive end         | Detroit Lions       |
| Rookie Ofensivo del Año      | Garrett Wilson   | Wide receiver         | New York Jets       |
| Rookie Defensivo del Año     | Sauce Gardner    | Cornerback            | New York Jets       |
| Jugador Regreso del Año      | Geno Smith       | Quarterback           | Seattle Seahawks    |
| Hombre del Año               | Dak Prescott     | Quarterback           | Dallas Cowboys      |

### Equipo All-Pro
| Ofensivo         | Ofensivo                                                                |
| ---------------- | ----------------------------------------------------------------------- |
| Quarterback      | Patrick Mahomes, Kansas City                                            |
| Running back     | Josh Jacobs, Las Vegas                                                  |
| Wide receiver    | Justin Jefferson, Minnesota Davante Adams, Las Vegas Tyreek Hill, Miami |
| Tight end        | Travis Kelce, Kansas City                                               |
| Tackle izquierdo | Trent Williams, San Francisco                                           |
| Guard izquierdo  | Joel Bitonio, Cleveland                                                 |
| Center           | Jason Kelce, Philadelphia                                               |
| Guard derecho    | Zack Martin, Dallas                                                     |
| Tackle derecho   | Lane Johnson, Philadelphia                                              |

| Defensivo        | Defensivo                                                               |
| ---------------- | ----------------------------------------------------------------------- |
| Edge rusher      | Nick Bosa, San Francisco Micah Parsons, Dallas                          |
| Interior linemen | Quinnen Williams, N. Y. Jets Chris Jones, Kansas City                   |
| Linebacker       | Fred Warner, San Francisco Roquan Smith, Baltimore Matt Milano, Buffalo |
| Cornerback       | Patrick Surtain, Denver Sauce Gardner, N. Y. Jets                       |
| Safety           | Minkah Fitzpatrick, Pittsburgh Talanoa Hufanga, San Francisco           |

| Equipos especiales | Equipos especiales          |
| ------------------ | --------------------------- |
| Kicker             | Daniel Carlson, Las Vegas   |
| Punter             | Tommy Townsend, Kansas City |
| Kick returner      | Keisean Nixon, Green Bay    |
| Punt returner      | Marcus Jones, New England   |
| Equipo especial    | Jeremy Reaves, Washington   |
| Long snapper       | Andrew DePaola, Minnesota   |

### Jugador de la Semana/Mes
Los siguientes fueron elegidos jugadores de la semana y del mes durante la temporada 2022:
| Semana/Mes | Jugador ofensivo             | Jugador ofensivo                   | Jugador defensivo               | Jugador defensivo             | Equipos especiales                | Equipos especiales                 |
| Semana/Mes | AFC                          | NFC                                | AFC                             | NFC                           | AFC                               | NFC                                |
| ---------- | ---------------------------- | ---------------------------------- | ------------------------------- | ----------------------------- | --------------------------------- | ---------------------------------- |
| 1          | Patrick Mahomes QB (Chiefs)  | Saquon Barkley RB (Giants)         | Minkah Fitzpatrick S (Steelers) | Uchenna Nwosu LB (Seahawks)   | Cade York K (Browns)              | Zech McPhearson KR (Eagles)        |
| 2          | Tua Tagovailoa QB (Dolphins) | Amon-Ra St. Brown WR (Lions)       | Jaylen Watson CB (Chiefs)       | Darius Slay CB (Eagles)       | Braden Mann P (Jets)              | Graham Gano K (Giants)             |
| 3          | Trevor Lawrence QB (Jaguars) | Cordarrelle Patterson RB (Falcons) | Trey Hendrickson DE (Bengals)   | Brandon Graham DE (Eagles)    | Corliss Waitman P (Broncos)       | Pat O'Donnell P (Packers)          |
| Sept.      | Lamar Jackson QB (Ravens)    | Jalen Hurts QB (Eagles)            | Melvin Ingram LB (Dolphins)     | Devin White LB (Buccaneers)   | Tommy Townsend P (Chiefs)         | Mitch Wishnowsky P (49ers)         |
| 4          | Patrick Mahomes QB (Chiefs)  | Geno Smith QB (Seahawks)           | Jordan Poyer S (Bills)          | Haason Reddick LB (Eagles)    | Evan McPherson K (Bengals)        | Greg Joseph K (Vikings)            |
| 5          | Josh Allen QB (Bills)        | Taysom Hill TE (Saints)            | Matthew Judon LB (Patriots)     | Micah Parsons LB (Cowboys)    | Chase McLaughlin K (Colts)        | Cameron Dicker K (Eagles)          |
| 6          | Josh Allen QB (Bills)        | Marcus Mariota QB (Falcons)        | Quinnen Williams DT (Jets)      | Tariq Woolen CB (Seahawks)    | Dustin Hopkins K (Chargers)       | Ryan Wright P (Vikings)            |
| 7          | Joe Burrow QB (Bengals)      | Daniel Jones QB (Giants)           | Sauce Gardner CB (Jets)         | Marco Wilson CB (Cardinals)   | Randy Bullock K (Titans)          | Cairo Santos K (Bears)             |
| 8          | Derrick Henry RB (Titans)    | Christian McCaffrey RB (49ers)     | Dre'Mont Jones DE (Broncos)     | Za'Darius Smith LB (Vikings)  | Nick Folk K (Patriots)            | Will Dissly TE (Seahawks)          |
| Oct.       | Derrick Henry RB (Titans)    | Geno Smith QB (Seahawks)           | Quinnen Williams DT (Jets)      | Za'Darius Smith LB (Vikings)  | Ryan Stonehouse P (Titans)        | Tress Way P (Commanders)           |
| 9          | Joe Mixon RB (Bengals)       | Justin Fields QB (Bears)           | Justin Houston LB (Ravens)      | Kerby Joseph DB (Lions)       | Cameron Dicker K (Chargers)       | Jake Camarda P (Buccaneers)        |
| 10         | Jonathan Taylor RB (Colts)   | Justin Jefferson WR (Vikings)      | Alex Highsmith LB (Steelers)    | Devin White LB (Buccaneers)   | Ryan Stonehouse P (Titans)        | Joey Slye K (Commanders)           |
| 11         | Travis Kelce TE (Chiefs)     | Tony Pollard RB (Cowboys)          | Matt Milano LB (Bills)          | Aidan Hutchinson DE (Lions)   | Marcus Jones PR (Patriots)        | Cordarrelle Patterson KR (Falcons) |
| 12         | Josh Jacobs RB (Raiders)     | Jalen Hurts QB (Eagles)            | Ed Oliver DT (Bills)            | Brian Burns DE (Panthers)     | J. K. Scott P (Chargers)          | Kene Nwangwu RB (Vikings)          |
| Nov.       | Patrick Mahomes QB (Chiefs)  | Justin Jefferson WR (Vikings)      | Derwin James S (Chargers)       | Nick Bosa DE (49ers)          | Tyler Bass K (Bills)              | Joey Slye K (Commanders)           |
| 13         | Joe Burrow QB (Bengals)      | Jalen Hurts QB (Eagles)            | Chandler Jones DE (Raiders)     | Nick Bosa DE (49ers)          | Donovan Peoples-Jones PR (Browns) | Michael Badgley K (Lions)          |
| 14         | Trevor Lawrence QB (Jaguars) | Baker Mayfield QB (Rams)           | Josh Uche LB (Patriots)         | Brandon Graham DE (Eagles)    | Calais Campbell DE (Ravens)       | Eddy Piñeiro K (Panthers)          |
| 15         | Josh Allen QB (Bills)        | Kirk Cousins QB (Vikings)          | Rayshawn Jenkins S (Jaguars)    | Kayvon Thibodeaux LB (Giants) | Tommy Townsend P (Chiefs)         | Kalif Raymond PR (Lions)           |
| 16         | Joe Burrow QB (Bengals)      | D'Onta Foreman RB (Panthers)       | Cameron Heyward DE (Steelers)   | Nick Bosa DE (49ers)          | Riley Patterson K (Jaguars)       | Greg Joseph K (Vikings)            |
| 17         | Austin Ekeler RB (Chargers)  | Mike Evans WR (Buccaneers)         | Kyle Dugger S (Patriots)        | Cameron Jordan DE (Saints)    | Corey Bojorquez P (Browns)        | Keisean Nixon KR (Packers)         |
| 18         | Jerry Jeudy WR (Broncos)     | Jamaal Williams RB (Lions)         | Josh Allen LB (Jaguars)         | Quandre Diggs S (Seahawks)    | Nyheim Hines KR (Bills)           | Jake Elliott K (Eagles)            |
| Dic./Ene.  | Jerick McKinnon RB (Chiefs)  | Christian McCaffrey RB (49ers)     | Roquan Smith LB (Ravens)        | Haason Reddick LB (Eagles)    | Cameron Dicker K (Chargers)       | Younghoe Koo K (Falcons)           |

### Rookie del Mes
| Mes       | Rookie                           | Rookie                      |
| Mes       | Ofensivo                         | Defensivo                   |
| --------- | -------------------------------- | --------------------------- |
| Sept.     | Chris Olave WR (Saints)          | Devin Lloyd LB (Jaguars)    |
| Oct.      | Kenneth Walker III RB (Seahawks) | Tariq Woolen CB (Seahawks)  |
| Nov.      | Christian Watson WR (Packers)    | Aidan Hutchinson DE (Lions) |
| Dic./Ene. | Brock Purdy QB (49ers)           | Aidan Hutchinson DE (Lions) |

## Estadios

### Cambios de estadio
- Esta será la última temporada del préstamo del Highmark Stadium a los Buffalo Bills. El 28 de marzo, el gobierno del estado de Nueva York anunció un acuerdo con la franquicia de construir un estadio nuevo administrado por el estado adyacente al Highmark Stadium, el cual será demolido cuando finalice la construcción del recinto y se inaugure. Mientras se construye el nuevo estadio, los Bills continuarán jugando en Highmark Stadium y se mudarán al nuevo inmueble una vez finalizada su construcción en el que disputarán sus partidos como local hasta 2052, con un préstamo del estado.[46]
- El 11 de julio, los Steelers dieron a conocer que vendieron sus derechos de denominación de su estadio a la aseguradora de tecnología financiera Acrisure después de que se venciera su acuerdo comercial con Heinz, siendo que el recinto pasó de Heinz Field a Acrisure Stadium.[47]
- El 9 de agosto, los Bengals anunciaron que vendieron sus derechos de denominación a Paycor, agencia de recursos humanos, renombrando su estadio de Paul Brown Stadium a Paycor Stadium.[48]